# Олесја Зикина
Олесја Николајевна Зикина (рус. Олеся Николаевна Зыкина; Калуга, 7. октобар 1980) бивша је руска атлетичарка, специјалиста за трчање на 400 метара и као чланица штафете 4 х 400 метара.
Њена примарна дисциплина је трка на 400 метара. У 2001 као репрезентативвка Русије, постаје светски првак у трци за 400 метара, у наредној години освојио златну медаљу на Европском првенству. У 2003 постао је двоструки светски првак, да би 2008 је освојила још два првенства.
На Летњим олимпијским играма 2004. у Атини руска штафета 4 х 400 метара у саставу Олесија Красномовец, Наталија Назарова, Олесја Зикина и Наталија Антјух је освојио сребрну медаљу. Међутим, после 6 година, 16. марта 2010. Одбор за Међународне асоцијације атлетских федерација (ИААФ) у Дохи, због признања да је користила анаболичке стероиде од 2001. до 2004. дисквалификовала чланицу америчка штафете Кристал Кокс која је трчала у квалификационим тркама штафете. Међутим, од 2012. није донета ниједна одлука тако да америчка штафета и даље задржала златну медаљу.

## Значајнији резултати
| Датум                 | Такмичење                    | Место                           | Пласман               | Дисциплина            | Резултат              |
| Представљајући Русију | Представљајући Русију        | Представљајући Русију           | Представљајући Русију | Представљајући Русију | Представљајући Русију |
| --------------------- | ---------------------------- | ------------------------------- | --------------------- | --------------------- | --------------------- |
| 1998.                 | Светско првенство за јуниоре | Анси, Француска                 | 8.                    | 100 м                 | 11,88                 |
| 1998.                 | Светско првенство за јуниоре | Анси, Француска                 |                       | штафета 4 х 400 м     | 3:32,35               |
| 2001                  | Светско првенство у дворани  | Лисабон, Португалија            |                       | 400 м                 | 51,71                 |
| 2001                  | Светско првенство у дворани  | Лисабон, Португалија            |                       | штафета 4 х 400 м     | 3:30,00               |
| 2001                  | Светско првенство            | Едмонтон, Канада                | 6.                    | 400 м                 | 50,93                 |
| 2001                  | Светско првенство            | Едмонтон, Канада                |                       | штафета 4 х 400 м     | 3:24,92               |
| 2002                  | Европско првенство           | Минхен, Немачка                 |                       | 400 м                 | 50,45                 |
| 2002                  | Европско првенство           | Минхен, Немачка                 |                       | штафета 4 х 400 м     | 3:25,59               |
| 2003                  | Светско првенство у дворани  | Бирмингем, Уједињено Краљевство |                       | штафета 4 х 400 м     | 3:28,45               |
| 2003                  | Светско првенство            | Париз, Француска                | 6.                    | 400 м                 | 50,59                 |
| 2003                  | Светско првенство            | Париз, Француска                |                       | штафета 4 х 400 м     | 3:22,91               |
| 2004                  | Олимпијске игре              | Атина, Грчка                    |                       | штафета 4 х 400 м     | 3:20,16               |
| 2005                  | Светско првенство            | Хелсинки, Финска                | 6.                    | 400 м                 | 51,24                 |
| 2007                  | Европско првенство у дворани | Бирмингем, Уједињено Краљевство |                       | 400 м                 | 51,69                 |
| 2008                  | Светско првенство у дворани  | Валенсија, Шпанија              |                       | 400 м                 | 51,09                 |
| 2008                  | Светско првенство у дворани  | Валенсија, Шпанија              |                       | штафета 4 х 400 м     | 3:28,17               |

## Лични рекорди
- 100 метара — 11,84 (1998)
- 200 метара — 22,55 (2005)
- 400 метара — 50,15 (2001)